# Araeolaimus steineri
Araeolaimus steineri är en rundmaskart. Araeolaimus steineri ingår i släktet Araeolaimus, och familjen Axonolaimidae. Arten är reproducerande i Sverige.